# مقصود بيك
مقصود بيك هي قرية في مقاطعة شهرضا، إيران. يقدر عدد سكانها بـ 66 نسمة بحسب إحصاء 2016.